# Rivière Pouliot
Pour les articles homonymes, voir Pouliot.
La rivière Pouliot est un affluent de la rive est de la rivière Chaudière laquelle coule vers le nord pour se déverser sur la rive sud du fleuve Saint-Laurent.
La rivière Pouliot coule dans les municipalités de Frampton (MRC La Nouvelle-Beauce), Saints-Anges (MRC de La Nouvelle-Beauce) et de Saint-Joseph-de-Beauce (MRC de Beauce-Centre), dans la région administrative de Chaudière-Appalaches, au Québec, au Canada.

## Géographie
Les principaux bassins versants voisins de la rivière Pouliot sont :
- côté nord : ruisseau des Graines, rivière Morency, rivière Belair ;
- côté est : rivière Calway, rivière des Plante, rivière Viveine, rivière Etchemin ;
- côté sud : rivière Calway, rivière des Plante ;
- côté ouest : rivière Chaudière.

La rivière Pouliot prend sa source en zone forestière sur le versant sud de la Grande Montagne qui fait partie des Monts Notre-Dame, dans la municipalité de Frampton. Cette source est située au sud-est du centre du village de Saints-Anges et au sud du centre du village de Frampton.
À partir de sa source, la rivière Pouliot coule sur 15,9 km répartis selon les segments suivants :
- 0,5 km vers le sud, jusqu'à la limite municipale de Saints-Anges ;
- 1,9 km vers le sud dans la municipalité de Saints-Anges, jusqu'à la limite municipale de Saint-Joseph-de-Beauce ;
- 2,1 km vers le sud, jusqu'à la route 276 ;
- 2,1 km vers le sud, puis vers l'ouest, en formant une boucle vers le sud où elle rencontre la confluence de plusieurs ruisseaux et en coupant la route du rang Saint-Jean, jusqu'à revenir à la route 276 ;
- 3,9 km vers l'ouest, jusqu'à la confluence du ruisseau Saints-Angers (venant du sud) ;
- 2,4 km vers le nord-ouest, jusqu'à l'autoroute 73 ;
- 2,5 km vers l'ouest, en traversant la route 173 (route du Président Kennedy) ;
- 0,5 km vers l'ouest, jusqu'à sa confluence.

La rivière Pouliot se jette sur la rive est de la rivière Chaudière à 4,9 km en amont du pont du village de Vallée-Jonction et 3,3 km en aval du pont de Saint-Joseph-de-Beauce.

## Toponymie
Le toponyme rivière Pouliot a été officialisé le 28 août 1980 à la Commission de toponymie du Québec.